# Margarinotus carbonarius
Margarinotus carbonarius är en skalbaggsart som först beskrevs av Hoffmann 1803.  Margarinotus carbonarius ingår i släktet Margarinotus och familjen stumpbaggar. Enligt den svenska rödlistan är arten starkt hotad i Sverige. Arten förekommer i Götaland. Artens livsmiljö är jordbrukslandskap.

## Underarter
Arten delas in i följande underarter:
- M. c. macedonicus
- M. c. carbonarius